# Westliches Tian-Shan-Gebirge
Westliches Tian-Shan-Gebirge, auch Westlicher Tienschan, ist eine von der UNESCO gelistete Stätte des Weltnaturerbes in Asien. Die transnationale Welterbestätte umfasst Areale in den Staaten Kasachstan, Kirgisistan und Usbekistan.

## Hintergrund
Der Tian Shan ist ein Hochgebirge in der Großlandschaft Turkestan im Inneren von Asien. Sein östlicher Teil liegt in dem Uigurischen Autonomen Gebiet Xinjiang im Nordwesten der Volksrepublik China, sein westlicher Teil erstreckt sich über die zentralasiatischen Staaten Kasachstan, Kirgisistan, Tadschikistan und Usbekistan.
Die Landschaften des westlichen Tian Shan sind vielfältig: Schluchten, hohe Gipfel und Gletscher sind zu finden, jedoch auch Feuchtgebiete, Grünland und Steppen. In der Region wurde ein hoher Prozentsatz an Endemiten festgestellt und an einigen Orten ist noch Flora und Fauna aus dem Jura erhalten. Laut Naturschutzbund Deutschland sind die größten Probleme in den Gebieten des West-Tian-Shan die Überweidung, der Ressourcenabbau und der weitere Infrastrukturausbau sowie der Klimawandel.

## Eintragung
Westliches Tian-Shan-Gebirge wurde 2016 aufgrund eines Beschlusses der 40. Sitzung des World Heritage Committee in die Liste des UNESCO-Welterbes eingetragen. Das Gebiet liegt westlich der bereits 2013 von der UNESCO in die Welterbeliste aufgenommenen Weltnaturerbestätte Tian-Shan-Gebirge in Xinjiang.
In der Begründung für die Eintragung heißt es unter anderem:

„Das westliche Tian-Shan-Gebirge zeigt eine außergewöhnliche Vielfalt und Schönheit eines Mosaiks von Landschaften, eine einzigartige Kombination verschiedener Arten von Ökosystemen, eine außergewöhnliche Vielfalt an Fauna und Flora mit einem beträchtlichen Anteil von endemischen Arten und Gemeinschaften sowie eine große Anzahl von seltenen und bedrohte Arten.“

Die Eintragung erfolgte aufgrund des Kriteriums (x).

„Das westliche Tian-Shan-Gebirge unterhält eine herausragende Vielfalt von Pflanzen- und Tierarten mit einem hohen Grad an Endemismus und vielen Arten, deren Erhaltung von globaler Bedeutung ist.“

## Schutzgebiete
Die Welterbestätte umfasst dreizehn Areale, davon in sieben Kasachstan, vier in Kirgisistan und zwei in Usbekistan. Diese haben insgesamt einen Schutzbereich von etwa 500.000 Hektar (ha). Bei einigen ist nur das Areal selber Bestandteil des Welterbes, andere sind von einer Pufferzone mit verringerter Schutzwirkung umgeben. Die Areale umfassen bestehende Naturschutzgebiete oder Nationalpark bzw. ein oder mehrere Teile von ihnen. Die meisten Areale liegen nahe der Gegend, wo die drei Staaten aneinandergrenzen.
| ID-Nr.   | Bezeichnung                                                    | Lage                         | Schutzbereich | Pufferzone |
| -------- | -------------------------------------------------------------- | ---------------------------- | ------------- | ---------- |
| 1490-001 | Naturreservat Karatau                                          | Kasachstan (Geokoordinaten)  | 34.300 ha     | 17.490 ha  |
| 1490-002 | Naturreservat Aksu-Jabagly Hauptteil                           | Kasachstan (Geokoordinaten)  | 131.704 ha    | 25.800 ha  |
| 1490-003 | Naturreservat Aksu-Jabagly paläontologische Stätte Karabastau  | Kasachstan (Geokoordinaten)  | 100 ha        | 0 ha       |
| 1490-004 | Naturreservat Aksu-Jabagly paläontologische Stätte Aulie       | Kasachstan (Geokoordinaten)  | 130 ha        | 0 ha       |
| 1490-005 | Nationalpark Sairam-Ugam Boraldaitau-Gebiet                    | Kasachstan (Geokoordinaten)  | 26.971 ha     | 4.900 ha   |
| 1490-006 | Nationalpark Sairam-Ugam Irsu-Daubabin-Gebiet                  | Kasachstan (Geokoordinaten)  | 45.509 ha     | 8.200 ha   |
| 1490-007 | Nationalpark Sairam-Ugam Sairam-Ugam-Gebiet                    | Kasachstan (Geokoordinaten)  | 76.573 ha     | 13.900 ha  |
| 1490-008 | Biosphärenreservat Sary-Tschelek                               | Kirgisistan (Geokoordinaten) | 23.868 ha     | 18.080 ha  |
| 1490-009 | Naturreservat Besh-Aral Hauptteil                              | Kirgisistan (Geokoordinaten) | 112.018 ha    | 0 ha       |
| 1490-010 | Naturreservat Besh-Aral State Nature Reserve Shandalash-Gebiet | Kirgisistan (Geokoordinaten) | 25.270 ha     | 0 ha       |
| 1490-011 | Naturreservat Padysha-Ata                                      | Kirgisistan (Geokoordinaten) | 16.010 ha     | 14.546 ha  |
| 1490-013 | Biosphärenreservat Tschatkal Maidantal-Gebiet                  | Usbekistan (Geokoordinaten)  | 24.706 ha     | 0 ha       |
| 1490-013 | Biosphärenreservat Tschatkal Bashkizilsay-Gebiet               | Usbekistan (Geokoordinaten)  | 11.018 ha     | 0 ha       |